# USS Clarence K. Bronson (DD-668)
USS Clarence K. Bronson (DD-668) là một tàu khu trục lớp Fletcher được Hải quân Hoa Kỳ chế tạo trong Chiến tranh Thế giới thứ hai. Nó là chiếc tàu chiến duy nhất của Hải quân Mỹ được đặt theo tên Trung úy Clarence K. Bronson (1888-1916), phi công hải quân tử nạn trong một cuộc thử nghiệm bom. Nó hoạt động cho đến hết Thế Chiến II, ngừng hoạt động một thời gian ngắn, rồi tiếp tục phục vụ trong Chiến tranh Triều Tiên cho đến khi xuất biên chế năm 1960. Con tàu được chuyển cho Thổ Nhĩ Kỳ năm 1967 và phục vụ như là chiếc TCG İstanbul (D 340) cho đến khi ngừng hoạt động và bị tháo dỡ năm 1987. Clarence K. Bronson được tặng thưởng chín Ngôi sao Chiến trận do thành tích phục vụ trong Thế Chiến II, và thêm một Ngôi sao Chiến trận nữa khi hoạt động tại Triều Tiên.

## Thiết kế và chế tạo
Clarence K. Bronson được đặt lườn tại xưởng tàu của hãng Federal Shipbuilding and Dry Dock Co. ở Kearny, New Jersey vào ngày 9 tháng 12 năm 1942. Nó được hạ thủy vào ngày 18 tháng 4 năm 1943; được đỡ đầu bởi bà W. P. Richardson; và nhập biên chế vào ngày 11 tháng 6 năm 1943 dưới quyền chỉ huy của Hạm trưởng, Trung tá Hải quân W. S. Veeder.

## Lịch sử hoạt động

### Thế Chiến II

#### 1944
Clarence K. Bronson đi đến Trân Châu Cảng vào ngày 21 tháng 11 năm 1943 cho những hoạt động huấn luyện sau cùng, và hoạt động tại chỗ ở khu vực quần đảo Hawaii, ngoại trừ một chuyến hộ tống đến đảo san hô Tarawa, cho đến tháng 1 năm 1944. Nó gia nhập Lực lượng Đặc nhiệm 58, lực lượng tàu sân bay nhanh trực thuộc Đệ Ngũ hạm đội, cho đợt không kích nhằm hỗ trợ cuộc đổ bộ lên Kwajalein, và sau đó không kích xuống Truk, Saipan và Guam trong suốt tháng 2. Nó khởi hành từ Espiritu Santo vào ngày 15 tháng 3 cùng các tàu sân bay nhanh để hỗ trợ cho cuộc đổ bộ lên quần đảo Bismarck từ ngày 19 đến ngày 25 tháng 3, rồi cùng Đội đặc nhiệm 36.1 gia nhập trở lại Lực lượng Đặc nhiệm 58 cho các cuộc không kích xuống Palau, Yap và Woleai.
Lực lượng của Clarence K. Bronson đã hỗ trợ cho các cuộc đổ bộ lên New Guinea vào cuối tháng 4, rồi quay trở lại không kích lên Truk trong các ngày 29 và 30 tháng 4. Chiếc tàu khu trục vào ụ tàu tại Majuro để sửa chữa trong tháng 5, rồi lại lên đường cùng Lực lượng Đặc nhiệm 58 vào ngày 6 tháng 6 để tham gia Chiến dịch Mariana. Sau khi hộ tống cho các cuộc không kích chuẩn bị lên Saipan, Rota, Tinian và Guam, nó trực chiến ngoài khơi Saipan khi cuộc đổ bộ lên đảo này bắt đầu. Nó hộ tống cho các tàu sân bay khi chúng hoạt động trong Trận chiến biển Philippine vào các ngày 19 và 20 tháng 6, nơi không lực trên tàu sân bay của Hải quân Đế quốc Nhật Bản hầu như bị tiêu diệt. Khi máy bay của Lực lượng Đặc nhiệm 58 quay trở về tàu lúc chiều tối ngày 20 tháng 6 khi đã cạn nhiên liệu, chiếc tàu khu trục đã bật sáng đèn pha để dẫn đường cho phi công hạ cánh, rồi tìm kiếm giải cứu những người bị buộc phải hạ cánh xuống biển. Sau khi được tiếp liệu tại Eniwetok vào đầu tháng 7, Lực lượng Đặc nhiệm 58 tiếp tục hỗ trợ cho hoạt động chiếm đóng Guam, và không kích xuống các căn cứ đối phương tại các quần đảo Palau và Bonin.
Lực lượng của Clarence K. Bronson lại tiếp tục hỗ trợ cho cuộc chiếm đóng quần đảo Palau trong tháng 9, rồi sang tháng 10 đã vô hiệu hóa các căn cứ không quân tại Đài Loan, không kích xuống Philippines và Visayas, cũng như góp phần tích cực trong trận Hải chiến vịnh Leyte từ ngày 23 đến ngày 26 tháng 10, khi tham gia Trận chiến mũi Engaño vào ngày 25 tháng 10.

#### 1945
Trong tháng 11 và tháng 12 năm 1944, lực lượng đã không kích để hỗ trợ cho cuộc đổ bộ lên Mindoro, rồi sang tháng 1 năm 1945 đã không kích xuống các căn cứ Nhật Bản tại Đài Loan, Luzon, Nansei Shoto và các cảng Trung Quốc nhằm chuẩn bị cho cuộc đổ bộ lên vịnh Lingayen. Sang tháng 2, họ không kích khu vực Tokyo nhằm chuẩn bị cho cuộc tấn công lên Iwo Jima, khi Clarence K. Bronson được cho tách ra khỏi lực lượng chính vào ngày 18 tháng 2 để hộ tống các tàu tuần dương đi đến Iwo Jima, tiến hành bắn phá chuẩn bị, rồi bắn hỏa lực hỗ trợ sau khi đổ bộ vào ngày 19 tháng 2. Con tàu ở lại đây trong bốn ngày trước khi gia nhập trở lại lực lượng đặc nhiệm cho một lượt không kích khác xuống Tokyo và Nansei Shoto. Nó quay trở lại nhiệm vụ hỗ trợ hỏa lực và tuần tra chống tàu ngầm ngoài khơi Iwo Jima từ ngày 3 đến ngày 29 tháng 3, rồi quay trở về vùng bờ Tây để đại tu.
Clarence K. Bronson quay trở lại Trân Châu Cảng để huấn luyện vào ngày 9 tháng 7, rồi ra khơi vào ngày 2 tháng 8 để bắn phá đảo Wake sáu ngày sau đó. Nó đang tiếp tục hướng sang phía Tây khi Nhật Bản đầu hàng kết thúc cuộc xung đột, và đã tiến đến Sagami Wan vào ngày 27 tháng 8, làm nhiệm vụ tuần tra hỗ trợ việc chiếm đóng cho đến ngày 5 tháng 12. Con tàu lên đường quay trở về nhà, ghé qua San Diego và New York, và đi đến Charleston, South Carolina vào ngày 12 tháng 4 năm 1946, nơi nó được cho xuất biên chế và đưa về lực lượng dự bị vào ngày 16 tháng 7 năm 1946.

### 1951 - 1960

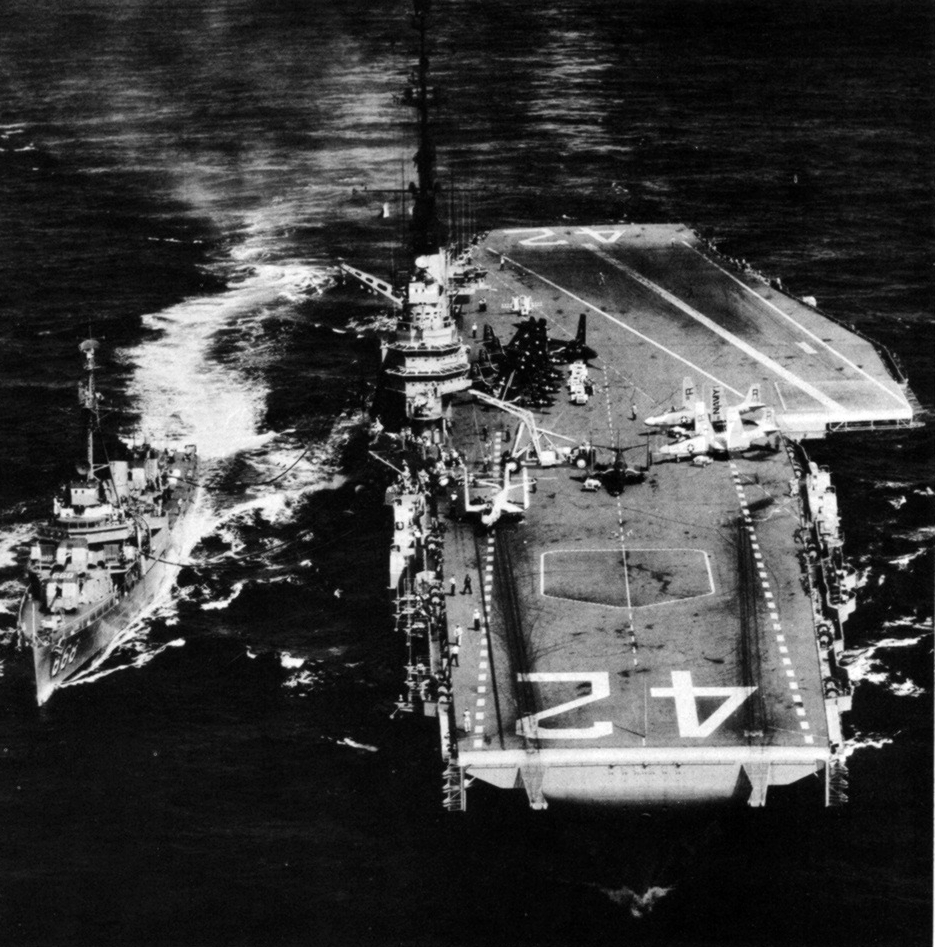
Clarence K. Bronson đang được tiếp nhiên liệu từ tàu sân bay, 1956.

Được cho nhập biên chế trở lại vào ngày 7 tháng 6 năm 1951, hoạt động huấn luyện dọc theo vùng bờ Đông và vùng biển Caribe cho đến ngày 18 tháng 5 năm 1953, khi nó khởi hành từ cảng nhà Newport, Rhode Island để tham gia cùng Lực lượng Đặc nhiệm 77 tại vùng biển Triều Tiên vào ngày 3 tháng 7. Nó đã hoạt động cùng các Lực lượng Đặc nhiệm 77 và 99 trong các nhiệm vụ phong tỏa, tuần tra và hộ tống cho đến ngày 10 tháng 11, khi nó lên đường hoàn tất chặng cuối cùng của chuyến đi vòng quanh thế giới, ghé qua Hong Kong, Aden, Gibraltar, Bermuda cùng nhiều cảng khác trước khi về đến vịnh Narragansett vào ngày 15 tháng 1 năm 1954. Trong bốn năm tiếp theo, chiếc tàu khu trục luân phiên các hoạt động tại chỗ và huấn luyện dọc vùng bờ Đông và vùng biển Caribe, tham gia tập trận của Khối NATO tại Bắc Đại Tây Dương, phục vụ như tàu huấn luyện kỹ thuật hải quân, và tham gia hai lượt bố trí cùng Đệ Lục hạm đội tại Địa Trung Hải vào các năm 1955 và 1957.
Đến năm 1958, Clarence K. Bronson được phân nhiệm vụ thử nghiệm cùng Phòng thí nghiệm thủy âm; vào năm 1959 đã thực hiện chuyến đi huấn luyện Hải quân Dự bị từ Charleston, South Carolina dọc theo vùng bờ Đông và vùng biển Caribe, và từ cảng nhà mới ở Mayport, Florida. Nó được đưa về lực lượng dự bị tại Orange, Texas vào ngày 11 tháng 4 năm 1960, rồi được cho xuất biên chế vào ngày 29 tháng 6 năm 1960.

### Phục vụ Hải quân Thổ Nhĩ Kỳ
Con tàu được chuyển cho Thổ Nhĩ Kỳ vào ngày 14 tháng 1 năm 1967, và phục vụ cùng Hải quân Thổ Nhĩ Kỳ như là chiếc TCG İstanbul (D 340), tên được đặt theo thành phố İstanbul. Nó ngừng hoạt động và bị tháo dỡ vào năm 1987.

## Phần thưởng
Clarence K. Bronson được tặng thưởng chín Ngôi sao Chiến trận do thành tích phục vụ trong Thế Chiến II, và thêm một Ngôi sao Chiến trận nữa khi hoạt động trong Chiến tranh Triều Tiên.